# Петру Вода (Њамц)
Петру Вода (рум. Petru Vodă) насеље је у Румунији у округу Њамц у општини Појана Тејулуј. Oпштина се налази на надморској висини од 594 m.

## Становништво
Према подацима из 2002. године у насељу је живело 1473 становника, од којих су сви румунске националности.